# Gallia Lugdunensis

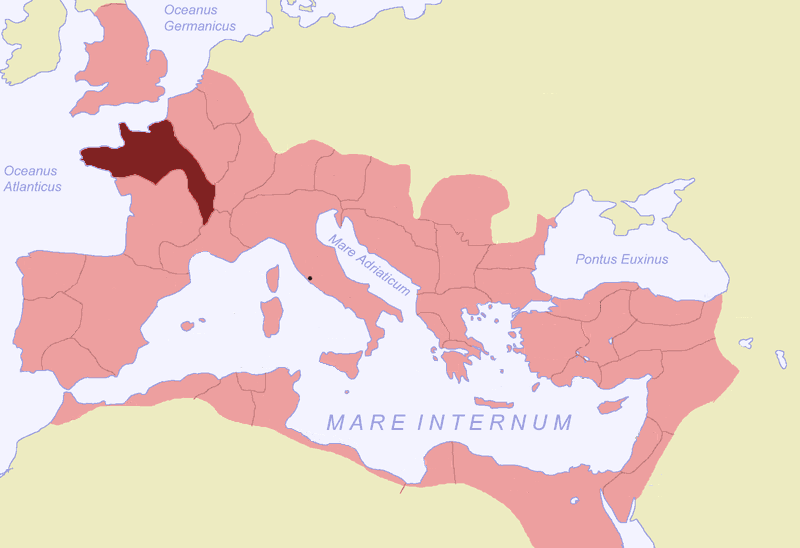
Provinz Gallia lugdunensis im Römischen Reich

Römische Provinzen unter Trajan (117 n. Chr.)

Gallia Lugdunensis, später nur noch Lugdunensis genannt, war eine der drei römischen Provinzen, die bei der Aufteilung Galliens durch Kaiser Augustus um 16 v. Chr. entstanden; die beiden anderen waren Gallia Belgica im Nordosten und Gallia Aquitania im Südwesten. Um 300 wurde die Provinz in mehrere Nachfolgeprovinzen aufgeteilt.

## Geschichte
Lugdunensis umfasste die Mitte des heutigen Frankreich von der Bretagne und der Normandie, fast den gesamten Einzugsbereich von Loire und Seine bis ins Tal der Rhone bei Lyon, das unter dem Namen Lugdunum die namengebende Hauptstadt der Provinz war.
Bei der Verwaltungsreform Diokletians (Kaiser 284–305) wurde Lugdunensis in die Provinzen Lugdunensis I (Burgund), II (Normandie), III (Bretagne, Loire) und Senonia (Paris, Orléans) aufgeteilt und bildete dann mit den bisherigen Provinzen Belgica, Germania superior, Germania inferior, Sequana (Westschweiz, Jura, später Maxima Sequanorum) und Alpes Graiae et Poeninae (Nachfolgerin der Einzelprovinzen Alpes Poeninae und Alpes Graiae) die Diözese Galliae.
Der westliche Teil von Lugdunensis bildete um 475 das Reich des Syagrius und ging 486 an die Franken über, der östliche das Kerngebiet des Reichs der Burgunden, das erst ab 532 an die Franken fiel.

## Wichtige Städte
Wesentliche Städte in der Provinz Lugdunensis waren:
- Andemantunnum (Langres)
- Augustobona (Troyes)
- Augustodunum (Autun)
- Augustodurum (Bayeux)
- Cabillonum (Chalon-sur-Saône)
- Caesarodunum (Tours)
- Cenabum Aureliani (Orléans)
- Condate (Rennes)
- Gesocribate (Brest)
- Iuliomagus (Angers)
- Lugdunum (Lyon)
- Lutetia Parisiorum (Paris)
- Portus Namnetum (Nantes)
- Rotomagus (Rouen)
- Segusiavorum (Feurs)
- Suindinum (Le Mans)